# Maurice Brillant
Pour les articles homonymes, voir Brillant.
Moïse Brillant, connu sous le pseudonyme de Maurice Brillant, né le 15 octobre 1881 à Combrée (Maine-et-Loire) et mort le 23 juillet 1953 à Paris, est un poète, helléniste, romancier, critique d'art et écrivain catholique français.

## Biographie
Il suivi ses études à l'Institution libre de Combrée (cours 1900). Une plaque commémorative est apposée sur sa maison natale de Combrée, visible près de l'ancienne entrée du collège.
Secrétaire de la rédaction du Correspondant, auteur de Problèmes de la danse (1953), il dirige avec l'abbé René Aigrin (1886-1957), chanoine honoraire de Poitiers, élu en 1956 membre correspondant de l’Institut (Académie des inscriptions et belles lettres), historien de l’Église et professeur à l’université catholique d’Angers, une importante Histoire des religions en cinq volumes parus entre 1953 et 1957.
En 1928, il est l'un des quarante membres (11ème fauteuil) de l'Académie des Gastronomes  fondée par Curnonsky, qui avait été élu en 1927 "Prince des gastronomes".

## Œuvres
- Poèmes de Pierre Benoit - Maurice Brillant ... ; Paris : L'illustration, 1931. (OCLC 61614318)
- Les matins d'argent. ; Paris 1923. (OCLC 43817601)
- Musique sacrée, musique profane. Poèmes. ; Paris, Garnier Freres 1921. (OCLC 26190823)
- Les mystères d'Eleusis ; Paris : Renaissance du livre, 1920. (OCLC 7502864)
- Le charme de Florence. ; Paris, Bloud et cie, 1912. (OCLC 7069295)
- L'amour sur les tréteaux ou la fidélité punie. ; Paris, Bloud & Gay, 1924.
- Les secrétaires athéniens, ; Paris, H. Champion, 1911. (OCLC 1071976)
- L'art chrétien au XXe siècle, ses tendances nouvelles, ; Paris, Bloud & Gay, 1923.
- Le Vallon de la Vierge, Laghet. ; Cannes, Les 3 F, 1950.

## Distinctions
- 1922 : Prix Paul-Flat de l’Académie française pour Les années d’apprentissage de Sylvain Briollet
- 1935 : Prix Alfred-Née de l’Académie française